# Étienne Antoine Guérin
Pour les articles homonymes, voir Guérin.
 (mai 2024).
La mise en forme du texte ne suit pas les recommandations de Wikipédia : il faut le « wikifier ».
Les points d'amélioration suivants sont les cas les plus fréquents :
- Les titres sont pré-formatés par le logiciel. Ils ne sont ni en capitales, ni en gras.
- Le texte ne doit pas être écrit en capitales (les noms de famille non plus), ni en gras, ni en italique, ni en « petit »…
- Le gras n'est utilisé que pour surligner le titre de l'article dans l'introduction, une seule fois.
- L'italique est rarement utilisé : mots en langue étrangère, titres d'œuvres, noms de bateaux, etc.
- Les citations ne sont pas en italique mais en corps de texte normal. Elles sont entourées par des guillemets français : « et ».
- Les listes à puces sont à éviter, des paragraphes rédigés étant largement préférés. Les tableaux sont à réserver à la présentation de données structurées (résultats, etc.).
- Les appels de note de bas de page (petits chiffres en exposant, introduits par l'outil «  Source ») sont à placer entre la fin de phrase et le point final[comme ça].
- Les liens internes (vers d'autres articles de Wikipédia) sont à choisir avec parcimonie. Créez des liens vers des articles approfondissant le sujet. Les termes génériques sans rapport avec le sujet sont à éviter, ainsi que les répétitions de liens vers un même terme.
- Les liens externes sont à placer uniquement dans une section « Liens externes », à la fin de l'article. Ces liens sont à choisir avec parcimonie suivant les règles définies. Si un lien sert de source à l'article, son insertion dans le texte est à faire par les notes de bas de page.
- La présentation des références doit suivre les conventions bibliographiques. Il est recommandé d'utiliser les modèles {{Ouvrage}}, {{Chapitre}}, {{Article}}, {{Lien web}} et/ou {{Bibliographie}}. Le mode d'édition visuel peut mettre en forme automatiquement les références.
- Insérer une infobox (cadre d'informations à droite) n'est pas obligatoire pour parachever la mise en page.

Pour une aide détaillée, merci de consulter Aide:Wikification.
Si vous pensez que ces points ont été résolus, vous pouvez retirer ce bandeau et améliorer la mise en forme d'un autre article.
Étienne Antoine Guérin, né le 15 janvier 1912 à Lyon et décédé le 11 février 1994 à Saint-Genis-Laval, est un architecte français, élève de Tony Garnier et Pierre Bourdeix à l’École régionale d’architecture de Lyon. Il a dirigé simultanément deux cabinets d’architecte, l’un à Lyon en succession de son père Barthélémy Guérin (1867-1941) jusqu’en 1975, et l’autre à Montmorot, dans le Jura, jusqu’à sa retraite professionnelle en 1983.

## Biographie

### 1912-1939
Quatrième enfant d’une fratrie de sept, après des études secondaires chez les Maristes à Lyon, il intègre en 1930 (promotion 1930-1933), l’école régionale d’architecture de Lyon, au sein du palais Saint-Pierre place des Terreaux. Le cursus comprenait une classe préparatoire, une seconde classe et une première classe. Il collabore avec son père à plusieurs réalisations à Lyon.

### Seconde guerre mondiale
Il prend conscience du risque d’un conflit militaire avec l’Allemagne en lisant, comme une minorité de français, « Mein Kampf », ouvrage dans lequel la France est clairement désignée comme « l’ennemi mortel inexorable du peuple allemand ». Il entreprend alors une formation militaire et intègre l’École des Officiers de réserve de l’infanterie à Saint-Maixent[Laquelle ?] en 1932 dont il sort aspirant puis sous-lieutenant. Il est mobilisé le 2 septembre 1939 à Chambéry comme lieutenant du 97ᵉ Régiment d’Infanterie Alpine, 1ᵉʳ bataillon, 27ᵉ division.
Il participe à la campagne de France en 1940 et plus particulièrement à la tentative de bataille d’arrêt sur le canal de l’Ailette du 26 mai à début juin. Après la rupture de l’armée française face à l’offensive allemande du 14 mai 1940, les forces françaises se regroupent le long du canal de l’Ailette qui, selon un trajet nord-ouest, sud-est, relie l’Oise et l’Aisne avec pour objectif de défendre Paris. Le 97è RIA est engagé avec le 12ᵉ régiment étranger d’infanterie (régiment provisoire de la Légion étrangère dissous après l’armistice de 1940). La supériorité numérique des allemands est de l’ordre de 3 contre 1 en première ligne. Le 5 juin 1940 vers 4 heures, l’attaque allemande se déclenche par un violent bombardement terrestre et aérien suivi du franchissement du canal vers 5 heures. Étienne Guérin est l’adjoint du chef de bataillon. Après une résistance acharnée de son bataillon, soulignée dans le rapport du colonel Lacaze, Il est fait prisonnier à son poste de combat le 5 juin et sera décoré de la croix de Guerre (médaille de bronze) pour son courage au feu. Ce jour-là, sur le front de l’Aisne 459 soldats français ont perdu la vie et plus du triple de soldats allemands ont décédé (référence g).
Durant sa période de captivité Étienne Guérin est détenu successivement dans quatre camps pour officiers, en Allemagne et en Pologne : OFLAG II-D block 3 à Westfalenhof en Poméranie Occidentale, OFLAG XIII-A Block 1 à Nuremberg, OFLAG IV-D à Hoyersverda, camp évacué en février 1945 à la suite du bombardement allié de Dresde, et STALAG Zweiglager IV-E d’Altenburg en Thuringe. Les captifs organisent une vie intellectuelle à laquelle il participe.
Libéré par les américains le 15 avril 1945, il prolonge volontairement son séjour jusqu’au 15 mai 1945 pour participer au rapatriement de prisonniers et déportés politiques.  De retour en France et apprenant que son frère avait été déporté politique en camp de concentration pour faits de résistance, il retourne vainement à sa recherche dans l’Allemagne en ruines. Il reconstituera grâce à des témoins oculaires les différentes étapes concentrationnaires de son frère puîné à Dora, Oranienbourg-Sachsenhausen, Bergen Belsen. Le corps de Victor (1914-1945) (référence i) décédé fin avril 1945 dans le camp de concentration de Bergen-Belsen ne sera jamais retrouvé et sa sœur Francine (1908-1984) a longtemps espéré son retour à Lyon.
Étienne Guérin sera délégué en France de l’Oflag IV-D pendant quelques mois.

### Après-guerre: 1945-1953
Démobilisé en 1945, après avoir été tenté par la poursuite d’une carrière militaire, Étienne Guérin obtient le 12 juin 1946 le titre d’architecte diplômé par le gouvernement (DPLG) avec mention Bien. Préparé en captivité, son projet de diplôme intitulé Une gare intermédiaire de téléphérique est fictivement localisé à Sollières l’Envers dans l’actuel parc national de la Vanoise.
il participe activement à la Reconstruction de la France dévastée en intervenant dans de nombreux chantiers de dommages de guerre. Il contribue notamment au vaste chantier du MRU Place Jean Macé à Lyon et à la reconstruction des villages jurassiens de Poisoux, Lavancia-Epercy et de Dortan incendiés par l'occupant (tableau 1). C’est dans ce contexte qu’il rencontre la fille d’un entrepreneur de Travaux Publics, qu’il épouse en 1953. Il s’installe alors à Montmorot (Jura) où il ouvre son deuxième cabinet d’architecte. Il remporte plusieurs prix : 1er prix du concours de la préfecture de la Seine pour l’aménagement du quartier du Val de Grâce à Paris, 4ème prix du concours de la ville de Veyrier (Suisse), médaille d’architecture au Salon de la société lyonnaise des Beaux-Arts.

### 1953-1983
Cette période est marquée par une intense activité professionnelle décuplée par un veuvage précoce (1960), avec un cabinet jurassien qui comptera jusqu’à six collaborateurs et des chantiers allant du Territoire de Belfort à la Drôme. Ses nombreuses réalisations très variées concernent, hormis quelques rénovations (maisons de caractère, édifices religieux et même une salle de musée d'art (palais Saint Pierre de Lyon), essentiellement des constructions ex nihilo dont une dizaine de villas, des immeubles d'habitation, un sanctuaire, quelques monuments aux morts et surtout des bâtiments administratifs pour la sécurité sociale et plus encore pour l’éducation nationale avec des réalisations de groupes scolaires, collèges lycées en Franche-Comté et en Rhône-Alpes et les locaux de l’inspection académique du Jura (tableau 1).
Les chantiers de grande ampleur ont été réalisés en coopération avec des confrères, le plus fréquemment avec Pierre Cencelme puis Raoul Labrosse et Alain Juste, plus ponctuellement avec des architectes parisiens tels que René Bourdon ,, et Claude Bach. Après le décès brutal de son confrère lyonnais Louis Mortamet en 1956, Étienne Guérin fut chargé de finaliser les chantiers en cours.

### 1983-1994
Retraité en 1983, d'une santé dégradée dès la fin des années 70, il décède le 11 février 1994 au centre hospitalier Lyon Sud. Il est enterré au cimetière de Montmorot dans le Jura.
La trajectoire d’Étienne Guérin est assez représentative de cette génération avec toutefois un itinéraire particulièrement marquée par une dialectique architecturale et militaire (construction / destruction) : après des études aux Beaux-Arts, les débuts du métier d'architecte se font en parallèle avec l'École militaire de Saint-Maixent. Puis combat comme militaire et finalise ses études par l'obtention de son diplôme d'architecte DPLG préparé en captivité.
Homme de devoir et de rectitude, travailleur acharné et prolifique, homme d’action, Étienne Antoine Guérin restera pour ses proches un exemple et un ami au sens d’un vieux dicton militaire : « Lieutenants, amis. Capitaines, camarades. Commandants, collègues. Colonels rivaux. Généraux, ennemis ».
Tableau 1 : réalisations d’Étienne Antoine Guérin au cours de sa carrière
| Numéro | Nature                                                          | Commune                  | Département           | Type                              | Année     |
| ------ | --------------------------------------------------------------- | ------------------------ | --------------------- | --------------------------------- | --------- |
| 1      | Chalet des eaux et forêts                                       | Lac-des-Rouges-Truites   | Jura                  | Administration Eaux et Forêts     | 1963      |
| 2      | Salle du retable du musée des arts du palais saint-pierre       | Lyon 1 er                | Rhône                 | Arts                              | 1956-1962 |
| 3      | Lycée d’état mixte Jean Michel                                  | Lons-le-Saunier          | Jura                  | Éducation Nationale               | 1963      |
| 4      | CES                                                             | Champagnole              | Jura                  | Éducation Nationale               | 1972      |
| 5      | CES                                                             | Châtillon-sur-Chalaronne | Ain                   | Éducation Nationale               |           |
|        | CES                                                             | Lons-le-Saunier          | Jura                  | Éducation Nationale               | 1973      |
| 6      | CES Victor Guignard                                             | Lyon 8 ème               | Rhône                 | Éducation Nationale               |           |
| 7      | CES                                                             | Lyon 9 ème               | Rhône                 | Éducation Nationale               | 1971      |
| 8      | CES                                                             | Tavaux                   | Jura                  | Éducation Nationale               |           |
| 9      | CES                                                             | Poligny                  | Jura                  | Éducation Nationale               |           |
| 10     | CET (dernière tranche)                                          | Moirans-en-Montagne      | Jura                  | Éducation Nationale               |           |
| 11     | CES                                                             | Giromagny                | Territoire de Belfort | Éducation Nationale               |           |
| 12     | CES                                                             | Chaussin                 | Jura                  | Éducation Nationale               |           |
| 13     | Collège agricole                                                | Lons-le-Saunier          | Jura                  | Ministère de l'agriculture        |           |
| 14     | Restauration Lycée technique                                    | Poligny                  | Jura                  | Éducation Nationale               |           |
| 15     | Restauration enfants et gymnase Groupe scolaire Tissot          | Lyon 9 ème La Duchère    | Rhône                 | Éducation Nationale               | 1968-1977 |
| 16     | Inspection académique                                           | Lons-le-Saunier          | Jura                  | Éducation Nationale               |           |
| 17     | CES                                                             | Lyon 7 ème               | Rhône                 | Éducation Nationale               |           |
| 18     | École primaire                                                  | Courlans                 | Jura                  | Éducation Nationale               |           |
| 19     | École primaire                                                  | Lons-le-Saunier          | Jura                  | Education Nationale               |           |
| 20     | École maternelle                                                | Montmorot                | Jura                  | Éducation Nationale               |           |
| 21     | École primaire                                                  | Cailloux-sur-Fontaines   | Rhône                 | Éducation Nationale               |           |
| 22     | Groupe scolaire Mermoz Nord                                     | Lyon 8 ème               | Rhône                 | Éducation Nationale               | 1955-1959 |
| 23     | Groupe scolaire Mermoz Sud                                      | Lyon 8 ème               | Rhône                 | Éducation Nationale               | 1957-1962 |
| 24     | 2 écoles primaires                                              | Lyon 8 ème               | Rhône                 | Éducation Nationale               |           |
| 25     | École maternelle et Crèche Rue du Pr Ranvier                    | Lyon 8 ème               | Rhône                 | Éducation Nationale               | 1961-1963 |
| 26     | Sanctuaire                                                      | Le Baume-d’Hostun        | Drôme                 | Religieux                         |           |
| 27     | Bandeliers de l’église en bois                                  | Lavancia-Epercy          | Jura                  | Religieux                         |           |
| 28     | Réféction église                                                | Montaigu                 | Jura                  | Religieux                         |           |
| 29     | Réféction église                                                | Montmorot                | Jura                  | Religieux                         |           |
| 30     | 2 bâtiments                                                     | Lavancia-Epercy          | Jura                  | Réparation des dommages de guerre |           |
| 31     | MRU Place Jean Macé                                             | Lyon 7 ème               | Rhône                 | Réparation des dommages de guerre |           |
| 32     | Bâtiments                                                       | Dortans                  | Jura                  | Réparation des dommages de guerre |           |
| 33     | Bâtiments                                                       | Villemottier             | Ain                   | Réparation des dommages de guerre |           |
| 34     | Bâtiments                                                       | Champagnat               | Saône-et-Loire        | Réparation des dommages de guerre |           |
| 35     | Bâtiments                                                       | Poisoux                  | Jura                  | Réparation des dommages de guerre |           |
| 36     | Centre social                                                   | Lons-le-Saunier          | Jura                  | Social                            |           |
| 37     | Centre social                                                   | Givors                   | Rhône                 | Social                            |           |
| 38     | URSAFF                                                          | Lons-le-Saunier          | Jura                  | Social                            |           |
| 39     | Bâtiment Sécurité Sociale                                       | Dole                     | Jura                  | Social                            |           |
| 40     | Bâtiment Sécurité Sociale                                       | Saint-Claude             | Jura                  | Social                            |           |
| 41     | Maison de retraite avenue Colbert (foyer logement)              | Lons-le-Saunier          | Jura                  | Social                            |           |
| 42     | Maison de retraite                                              | Roanne                   | Loire                 | Social                            |           |
| 43     | LOPOFA                                                          | Lons-le-Saunier          | Jura                  | Social                            |           |
| 44     | Monument aux morts                                              | Messia                   | Jura                  | Social                            |           |
| 45     | Logements sociaux                                               | Trept                    | Isère                 | Social                            |           |
| 46     | Monument aux morts                                              | Cernon                   | Jura                  | Social                            |           |
| 47     | HLM près de la caserne bouffez                                  | Lons-le-Saunier          | Jura                  | Social                            |           |
| 48     | Cimetière de la Croix Rousse construction de la nouvelle entrée | Lyon 4ème                | Rhône                 | Social                            | 1959-1974 |
| 49     | Immeuble quai Fulchiron                                         | Lyon 4ème                | Rhône                 | Social                            | 1957      |
| 50     | Villa individuelle                                              | Dortans                  | Jura                  | Villa                             |           |
| 51     | Villa individuelle Sauzède                                      | Crépieux-la-Pape         | Rhône                 | Villa                             |           |
| 52     | Villa individuelle Charpillon                                   | Lons-le-Saunier          | Jura                  | Villa                             |           |
| 53     | Villa individuelle                                              | Ménétru-le-Vignoble      | Jura                  | Villa                             |           |
| 54     | Villa individuelle Hérault                                      | Bourg-en-Bresse          | Ain                   | Villa                             |           |
| 55     | Villa de fonction Dr Thiebault                                  | Saint-Julien-sur-Suran   | Jura                  | Villa                             |           |
| 56     | Villa de vacances Dr Thiebault                                  | Saint-Julien-sur-Suran   | Jura                  | Villa                             |           |
| 57     | Villa Jailleau                                                  | Lons-le-Saunier          | Jura                  | Villa                             |           |
| 58     | Villa Mathieu                                                   | Lons-le-Saunier          | Jura                  | Villa                             | 1956      |
| 59     | Villa Frache                                                    | Perrigny                 | Jura                  | Villa                             | 1974      |
| 60     | Villa Roncon                                                    | Saint Étienne de Coldre  | Jura                  | Maison de caractère               | 1974      |

Abréviations : 
- CES : collège enseignement secondaire,
- CET : collège enseignement technique,
- LOPOFA : Logements Populaires et Familiaux,
- MRU : ministère de la reconstruction et de l'urbanisme,
- URSSAF : union de recouvrement de la sécurité sociale et des allocations familiales,
- HLM : habitation à loyer modéré.